# Music On A Long Thin Wire
Music On A Long Thin Wire  er et musikstykke af Alvin Lucier lavet i 1977.
Med sine egne ord (1992): "Music On A Long Thin Wire er opbygget som følger: Tråden er udspændt på tværs af et stort rum, fæstnet til borde i begge ender med skruetvinger. Kablets ender er forbundet til en effektforstærkers højttalerterminaler, der er placeret under et af bordene. En sinusbølge-oscillator er sluttet til forstærkeren. En magnet strækker wiren i den ene ende. Træbroer indsættes under wiren i begge ender, hvori kontaktmikrofoner er indlejret, og koblet til stereolydsystem. Mikrofonerne opsamler vibrationerne, som wiren overfører til broerne og det sendes gennem stereosystemet. Ved at variere frekvensen og styrken af oscillatoren, kan der produceres en rig variation af glidninger, frekvensskift, akustiske beats og andre lydlige fænomener."
Men Lucier indrømmer at en lang tynd tråd kun er brugt for at imponere, en kort tynd wire ville have fungeret ligeså godt, hvis ikke bedre, og han opdagede, at den bedste måde at producere variation i lydlige fænomener var at vælge en indstilling og overlade systemet til sig selv. Han roste David Rosenboom for hans evne til at vælge interessante indstillinger.
Værket har været opført:
- 1979, Winrock Shopping Center, Albuquerque, og udsendt over radio uafbrudt på KUNM-FM i fem dage og nætter
- 1980, Landmark Center, Saint Paul
- 1988, Gallery of the Center for the Arts på Wesleyan, Middletown, CT

Det er bemærkelsesværdigt i betragtning af sin status som en avantgarde klassiker, at US Library of Congress har nægtet at registrere en ophavsret til Music on a Long Thin Wire, med påstanden at det var et naturligt fænomen, ikke et værk med krav på ophavsret